# Forcipomyia edmistoni
Forcipomyia edmistoni är en tvåvingeart som beskrevs av Wirth och Gustavo R. Spinelli 1993. Forcipomyia edmistoni ingår i släktet Forcipomyia och familjen svidknott. Inga underarter finns listade i Catalogue of Life.